# Just Catoni
Just Catoni (en llatí Iustus Catonius) va ser un centurió romà de les legions pannònies que es van revoltar al pujar al tron Tiberi l'any 14. Quan la revolta va ser controlada per Drus, va ser un dels comissionats pels rebels per anar a veure a Tiberi i demanar perdó.
Les següents notícies sobre Just Catoni arriben l'any 43, quan va servir com a prefecte del pretori. Aquest any, va ser assassinat per ordre de l'emperadriu Valèria Messalina, suposadament perquè volia explicar a l'emperador Claudi la seva promiscuïtat sexual, que fins aquell moment havia estat capaç d'amagar-la al seu marit.